# Laochangxiang Zhen
Laochangxiang Zhen (kinesiska: 老厂乡, 老厂乡镇) är en köping i Kina. Den ligger i provinsen Yunnan, i den sydvästra delen av landet, omkring 190 kilometer öster om provinshuvudstaden Kunming.
Genomsnittlig årsnederbörd är 1 382 millimeter. Den regnigaste månaden är juni, med i genomsnitt 340 mm nederbörd, och den torraste är januari, med 18 mm nederbörd.